# Vasilij Kalafati
Vasilij Pavlovitj Kalafati (russisk: Василий Павлович Калафати, født 10. februar 1869 i Jevpatorija, Krim i Det Russiske Kejserrige, død 20. marts 1942, nær Leningrad, Sovjetunionen) var en russisk komponist, professor og lærer af græsk afstamning.
Kalafati studerede komposition på Sankt Petersborg Konservatorium hos Nikolaj Rimskij-Korsakov. Kalafati underviste senere samme sted som professor og lærer i komposition. Hans mest kendte elever er Aleksandr Skrjabin, Igor Stravinskij og Heino Eller. Kalafati skrev en symfoni, en symfonisk digtning, orkesterværker, en opera, kammermusik, overture, klaver, sange etc. Han er i dag mere eller mindre glemt, men ikke desto mindre er hans musik begyndt at blive indspillet på pladeselskabet Naxos og komme frem fra glemslen.

## Udvalgte værker
- Symfoni i A-mol - for orkester
- Legende (Symfonisk digtning) - for orkester
- Cygany - opera